# Il trionfo dei dieci gladiatori
Il trionfo dei dieci gladiatori é um filme italiano de 1964, do subgênero peplum, dirigido por Nick Nostro.

## Trama
Épico à italiana explorando à fórmula de I dieci gladiatori (1963}, de Gianfranco Parolini, que o mesmo diretor Nostro, com igual elenco, repetiria mais uma vez com Gli invencibili dieci gladiatori (1964). Um pró-cônsul romano encarrega dez gladiadores de sequestrar a rainha de um país vizinho, a bela Moluya (Liné). Os gladiadores sofrem emboscadas preparadas traiçoeiramente pelo residente romano e o primeiro-ministro executadas por mascarados, mas logram raptar Moluya e escondê-la num templo. Escapando dos inimigos, fogem por uma passagem secreta e vão dar numa cidade abandonada, onde reencontram o líder rebelde mascarado, sem imaginar a surpresa que os aguarda. Originalmente em Techniscope.

## Elenco
- Dan Vadis: Rocca
- Helga Liné: Rainha Moluya
- Stelio Candelli: Glauco Marcio (como Stanley Kent)
- Gianni Rizzo: Sexto Vetullio
- Halina Zalewska: Myrta
- Enzo Fiermonte: Rizio (como William Bird)
- Leontine Maio: Selima
- Charles Tamberlani: Publius Rufus
- Emilio Messina: Lepto (como Don Emil Messina)
- Giuliano Ovo: Livurno (como Julian Daver)
- Pietro Ceccarelli: Matateo
- Mimmo Poli: Proprietário da taverna